# Georg Kleinschmidt
Georg Kleinschmidt (auch Georg Curio, Kleynschmidt; * 10. Juni 1498 in Schauenstein; † 29. August 1556 in Leipzig) war ein deutscher Mediziner.

## Leben
Im Wintersemester 1507 an der Universität Leipzig immatrikuliert, bildete sich Kleinschmidt in den freien Künsten, erwarb sich am 5. September 1514 das Baccalaurat, schloss am 29. Dezember 1522 als Magister seine philosophischen Studien ab und war dem Theologiestudium nicht abgeneigt. Dennoch entschied er sich für ein Studium der Medizin, fand am 11. April 1527 als Baccalaurus Aufnahme in die medizinische Fakultät der Hochschule, avancierte am 28. Januar 1528 zum Lizentiaten der Medizin und begab sich am 1. September 1529 nach Italien, wo er am 6. Juli 1531 an der Universität Padua zum Doktor der Medizin promovierte. Zurückgekehrt nach Leipzig, heiratete Kleinschmidt die Tochter des Leipziger Anatomen Heinrich Stromer von Auerbach (1482–1542) und verließ als Protestant, der er 1533 geworden war, mit seiner Familie Leipzig.
Er kam über verschiedenen Stationen in Süddeutschland und einer Tätigkeit als Stadtphysikus von 1535/36 in Braunschweig im Mai 1537 als Lektor an die Universität Wittenberg. Hier erlangte er als Professor der Medizin Berühmtheit, weil er durch seine anatomische Praxis eine Umgestaltung des Medizinstudiums bewirkte. Als Arzt schätzten ihn Martin Luther, Philipp Melanchthon und Johannes Bugenhagen. Nikolaus von Amsdorf zog ihn zur Klärung theologischer Streitfragen hinzu und Johann Draconites nannte ihn sogar einen Heiligen. Zudem wurde er auch Leibarzt des Kurfürsten Johann Friedrich von Sachsen. So taucht sein Name an fast allen Brennpunkten der religiösen Auseinandersetzungen der damaligen Zeit auf.
Nachdem er auch im Wintersemester 1539 das Rektorat der Wittenberger Akademie verwaltet hatte, unterstellten ihm Wittenberger Bürger, er habe sich des Ehebruchs schuldig gemacht. Wegen dieses Gerüchts hatte er sich mit zwei Widersachern auf der Straße geprügelt. Infolgedessen wurde er von seinem Ämtern suspendiert. Obwohl das Gerücht nie einen Beweis fand, ging er daher an die Universität Rostock, wo er schon am 13. November 1542 einen neuen Lehrstuhl gefunden hatte und Leibarzt von Albrecht VII. von Mecklenburg-Güstrow wurde. Er wurde zwar im Februar auf Drängen Martin Luthers in Wittenberg rehabilitiert, kehrte aber nicht wieder zurück. In Greifswald beteiligte er sich an der Neugestaltung der Ausbildung im Medizinwesen. Nach dem Tod seines Potentaten führte ihn seine ständige Wanderschaft 1546 als Physikus nach Lüneburg. Ab 1548 war er Griechischlehrer am Braunschweiger Pädagogium, ab 1550 Leibarzt am Hof des Herzogs Barnim XI. von Pommern in Stettin. Die Auseinandersetzungen im osiandrischen Streit zwangen ihn in Stettin, seinen Beruf aufzugeben. 1556 kehrte er nach Wittenberg zurück. Da er keine gute Aufnahme fand, ging er nach Leipzig, wo er im Folgejahr verstarb.